# Козак-2М
ББКМ «Козак-2М1» (абр. від Броньована бойова колісна машина) — бронеавтомобіль виробництва українського підприємства НВО «Практика».
На відміну від ББМ «Козак 2», який є рамним автомобілем на шасі Iveco Eurocargo 4×4 і задньою жорсткою підвіскою, Козак-2М1 має принципово іншу конструкцію: суцільнонесний корпус з повністю незалежною підвіскою.

## Історія

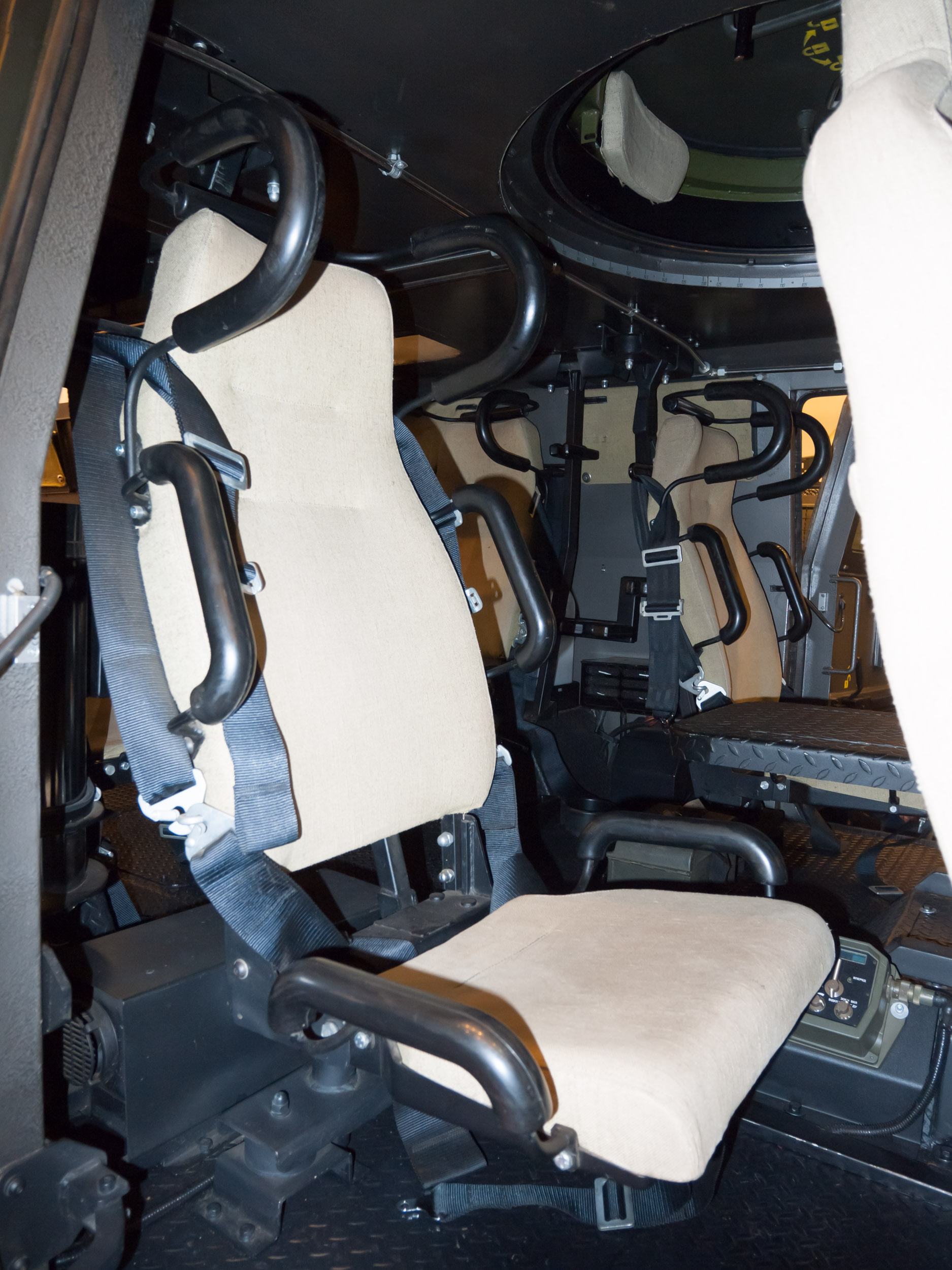
Сидіння у «Козак-2М.1»

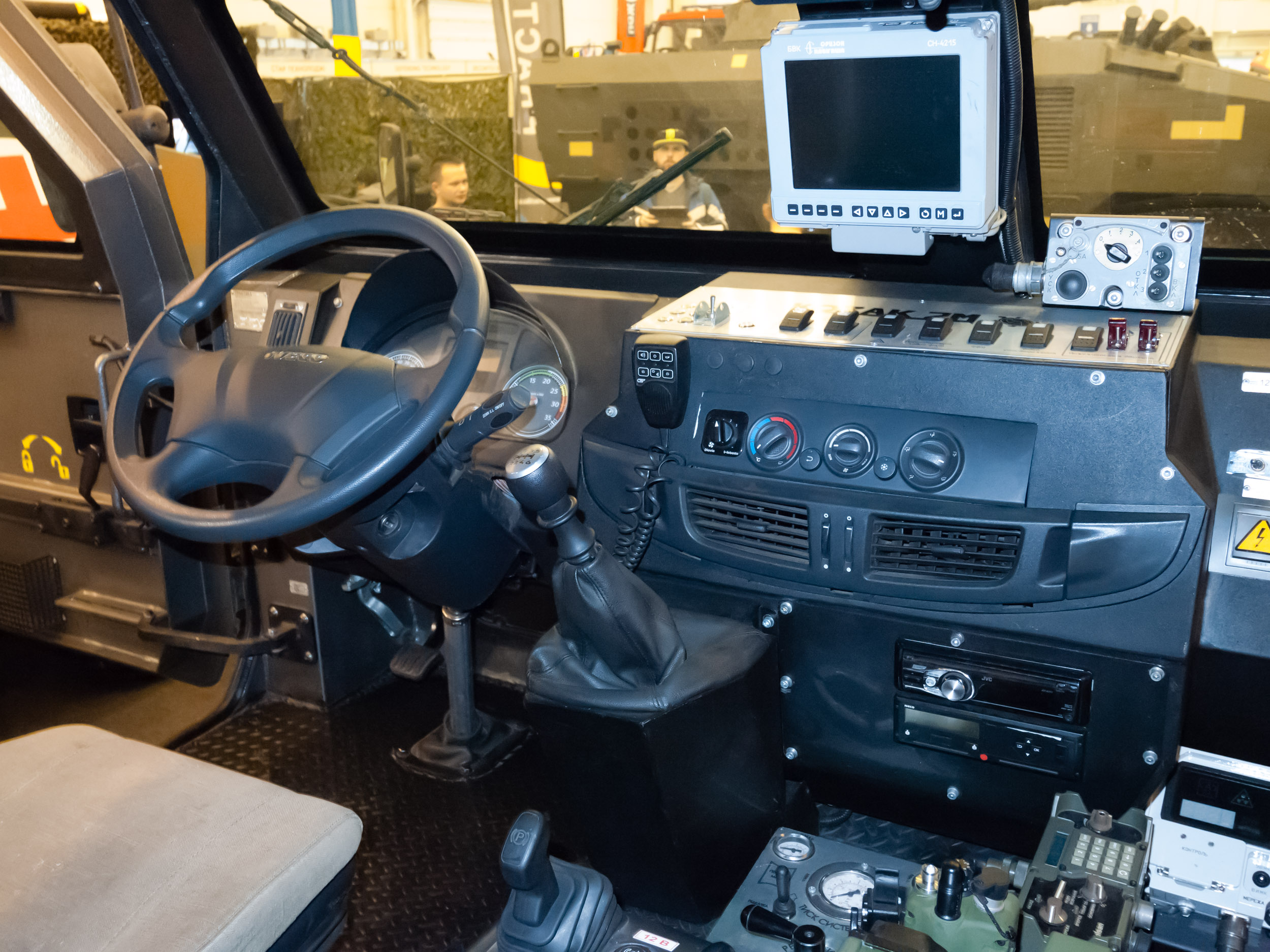
Водійське місце у «Козак-2М.1» з СН-4215

Розробка нової версії розпочалась на основі спільного рішення Міністерства оборони України «На відкриття дослідно-конструкторської роботи на розробку спеціалізованого броньованого автомобіля для потреб Збройних Сил України, шифр „Козак-2М“». За словами власника НВО «Практика» Олега Висоцького, ініціювали роботи зі створення автомобіля начальник Озброєння ЗСУ генерал-лейтенант Микола Шевцов і начальник Центрального автомобільного управління ЗСУ генерал-майор Олександр Сергій. Одними з ідеологів концепції автомобіля стали командувач ДШВ генерал-лейтенант Михайло Забродський і командувач ССО генерал-лейтенант Ігор Луньов, які мали безпосередній досвід бойових дій у російсько-українській війні і разом з колегами офіцерами сформували вимоги до майбутнього бронеавтомобіля.
Вперше модель була представлена у 2016 році на виставці «Зброя та безпека».

### Державні випробування
У жовтні 2018 року почалися державні випробування. Станом на лютий 2019 року Державний інститут випробувань і сертифікації озброєння та військової техніки здійснював випробування, вони включали проходження бродів, їзду по бездоріжжі, зручність десантування та інше. У липні 2019 року автомобіль пройшов державні випробування, які тривали понад пів-року. Автомобіль за цей час пройшов 15,000 км у різних умовах, з яких 5,300 км — по бездоріжжю. Його було перевірено за понад 50 методиками. За словами співробітника ДНДІ ВС ОВТ Сергія Кузіна, випробування прохідності відбувалися, зокрема, у місцях для руху суто гусеничної техніки.

## Опис

### Призначення
Козак-2М1 — тактичний бронеавтомобіль для невеликих бойових груп повною масою у 12 тонн. Козак-2М1 є повноцінним броньовиком, призначеним для виконання широкого кола бойових завдань, і має класифікацію Міністерства оборони як «броньована бойова колісна машина», на відміну від багатьох інших бронеавтомобілів України, які класифікувалися як «спеціалізований броньований автомобіль». За оцінкою Міністерства оборони, «Козак-2М1» — це «компактний БТР».

### Конструкція
«Козак-2М1» має суцільнонесучий корпус-монокок, без рами, на якому встановлена повністю незалежна підвіска. За словами виробника, незалежна підвіска і корпус-монокок дали такі переваги у порівнянні з виготовленням автомобіля на посилених рамних шасі: підвищена прохідність, вища плавність ходу по бездоріжжю на високих швидкостях, знижена загальна висота автомобіля. Елементи підвіски постачаються компанією з Чехії, яка спеціалізується на виробництві підвісок для військових машин.
Характеристики:
- колісна формула: 4×4.
- бронекорпус: з рівнем балістичного захисту ПЗСА-5.
- десант: до 9 осіб.[уточнити]
- двигун: 5,9-літровий турбодизель IVECO, потужністю 280 к.с. і максимальним обертовим моментом 950 Нм.
- коробка передач: механічна, 6-ступінчаста, марки ZF

## Озброєння

### Модуль Aselsan

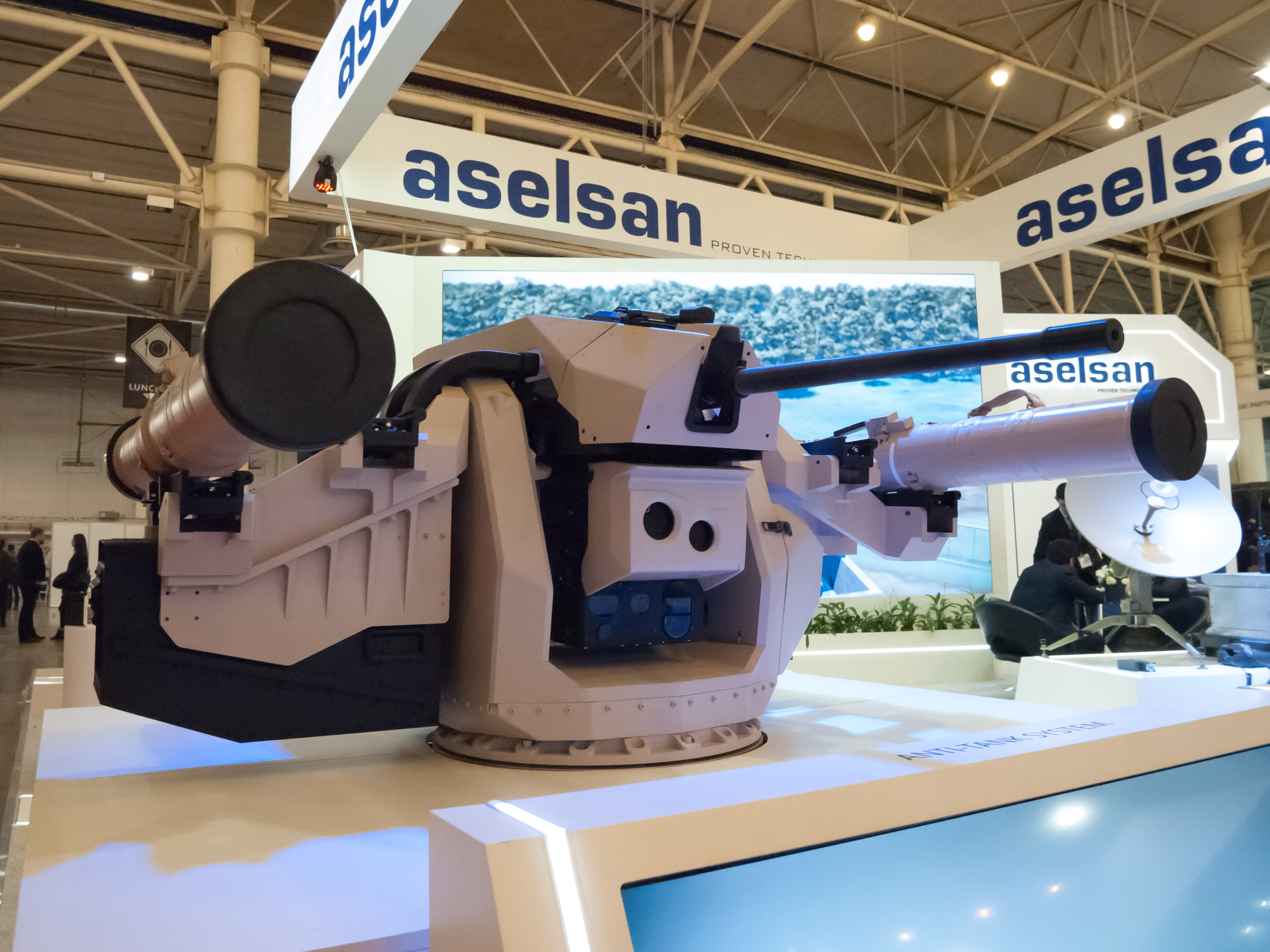
Модуль Aselsan на виставці Зброя та безпека-2018.

В липні 2018 року на Гончарівському військовому полігоні пройшла демонстрація нового бойового модуля, який був встановлений на бойовій колісній броньованій машині «Козак-2М». Проєкт модуля на бронемашині реалізують три компанії: турецька компанія Aselsan, державне Київське конструкторське бюро «Луч», приватне підприємство НВО «Практика», яке є розробником броньованої машини. Компанія Aselsan є розробником дистанційно керованого бойового модуля, системи управління цим модулем, а також засобів спостереження за полем бою — насамперед, тепловізора. Модуль може оснащуватись різними типами кулеметів, але головна його ударна сила — це український протитанковий ракетний комплекс «Бар'єр» у виконанні з чотирма ракетами на пусковій. Модуль оснащений одномоментними двигунами, які забезпечують швидкість перекидання осі прицілювання, за твердженнями представників турецької компанії, до 30° на секунду. За пусками спостерігала закордонна військова делегація.

## Вартість
Станом на грудень 2019 року вартість базової версії машини складала 10,5 млн грн. 

## Модифікації
- ББМ «Козак 2М.1» — базова модель.
- ББМ «Козак 2М.2» — варіант «Козак-2М.1», відрізняється відсутністю другої пари дверей, модель представлена в 2016 році.

### Потенційні
У грудні 2019 року генеральний конструктор ПП НВПП «Спаринг-Віст Центр» Юрій Сторонський повідомив, що вони працюють над створенням машини РХБ розвідки на базі автомобіля «Козак-2М». За його словами, завдяки новітнім технологіям, собівартість однієї доби хімічної розвідки становитиме 200 гривень на добу, у порівнянні із вартістю у 1000 євро/добу у БРДМ-2РХБ із витратними засобами на основі ферментів тваринного походження. Машину планувалося оснастити цифровою метеостанцією, сучасними системами навігації та зв’язку, збору й обробки даних, спостереження і життєзабезпечення екіпажу. Захист екіпажу забезпечать системи вентиляції і автоматизованого відбору проб і маркування.

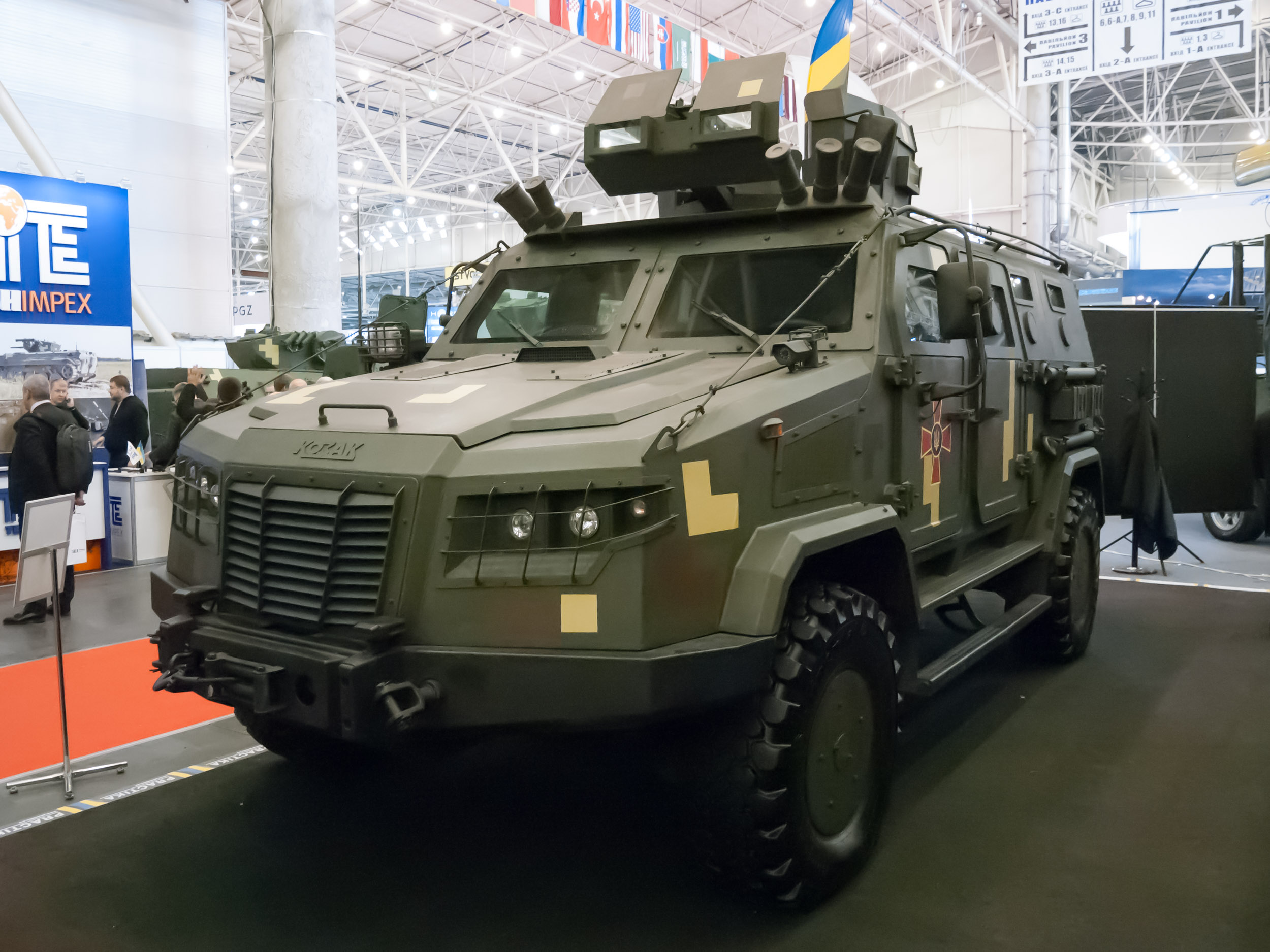
ББМ «Козак 2М.1»
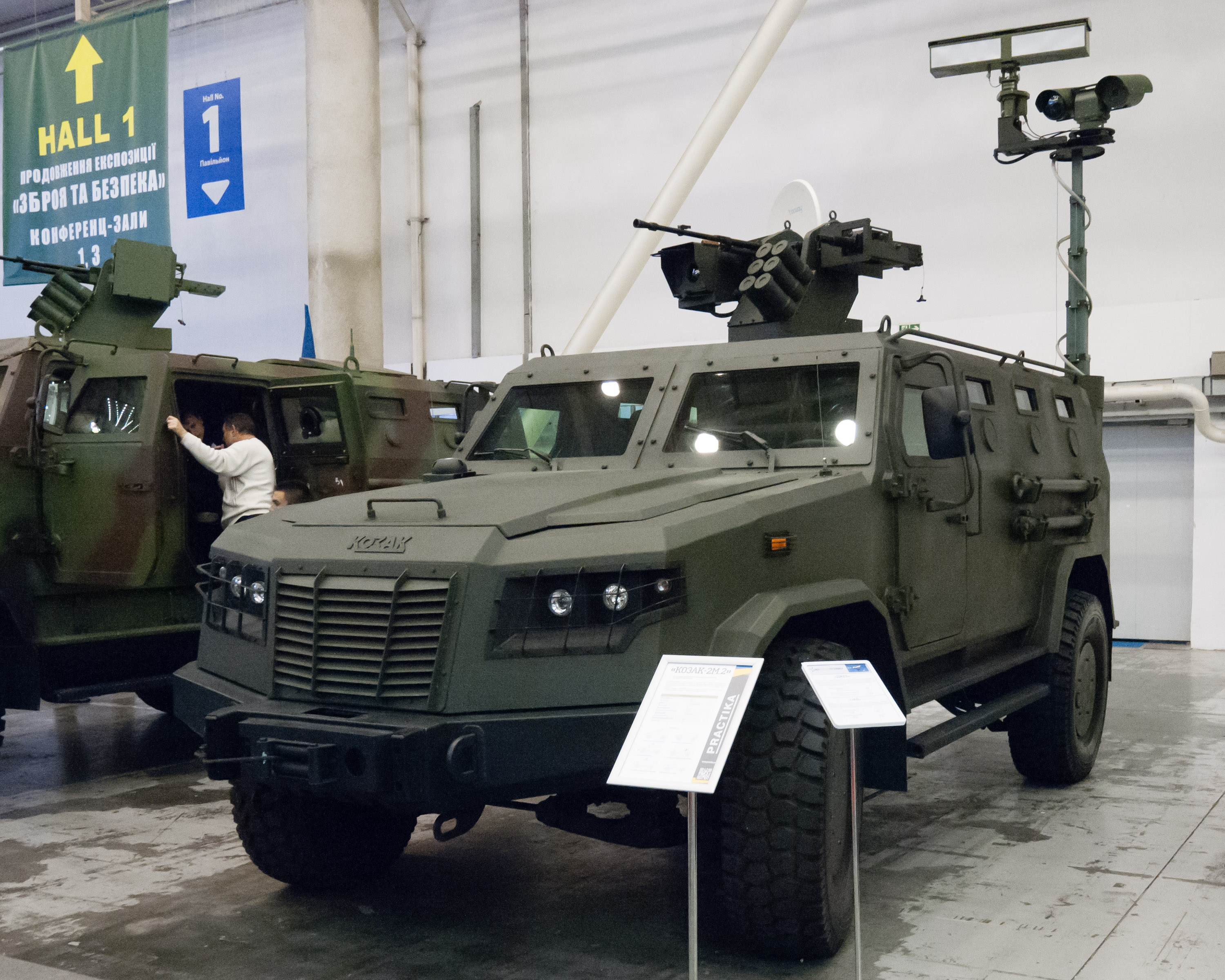
ББМ «Козак 2М.2» з модулем «Іва»

## Оператори
- Україна:

### Україна
З жовтня 2018 по грудень 2019 року відбулись державні випробування, під час яких були всебічно перевірені ходові та експлуатаційні характеристики, проводилися обстріли та підриви. Вже 3 квітня 2020 року наказом міністра оборони України броньований автомобіль «Козак-2М1» прийнятий на озброєння Збройних Сил України.
Українські військові отримали 44 машини «Козак-2М1» 6 грудня 2021 року.
Десять машин отримав 73-й морський центр спецоперацій, 20 — 122-й окремий батальйон 81-ї аеромобільної бригади. Також сертифікати на броньовані автомобілі «Козак-2М1» отримав 3-й полк спеціального призначення.
24 квітня 2024 року воїни 225-го окремого штурмового батальйону ЗСУ отримали 15 бронемашин «Козак-2М1» та 25 «Козак-5».

## Застосування
Машини активно використовуються з моменту початку гарячої фази Російсько-української війни.